# 湖北沙参
湖北沙参（学名：Adenophora longipedicellata）是桔梗科沙参属的植物，为中国的特有植物。分布在中国大陆的四川、湖北、贵州等地，生长于海拔1,000米至2,400米的地区，多生于灌木丛中、山坡草地以及峭壁缝里，目前尚未由人工引种栽培。